# Michał Wójcik (komik)
Michał Wójcik, właśc. Paweł Michał Wójcik (ur. 22 listopada 1971 w Lublinie) – polski artysta kabaretowy, jeden z członków kabaretu Ani Mru-Mru.

## Życiorys
Pochodzi z Lublina i tam skończył szkołę „scena ruchu”. Był pracownikiem Teatru Scena Ruchu, prowadzonego przez Mirosława Olszówkę. Występował także jako Harry Ferguson, brat Harriet w improwizowanym serialu Spadkobiercy. W grudniu 2020 zaczął występować w roli reporterki Wiesławy Strzały-Niewczas w programie telewizyjnym Kabaret. Super show Dwójki w TVP2.
Wystąpił jako diabeł w teledysku Nocnego Kochanka „Tribjut”.
Dwukrotnie rozwiedziony, w tym z aktorką Agnieszką Kałużą. Ma czworo dzieci: córkę Julię i synów – Jakuba i Charliego, a także syna Michała z nieformalnego związku z Janiną Włudarczyk (zm. 6 marca 2023).

## Filmografia
- 2008: Niania – producent (odc. 92, Niania robi karierę)
- 2009: Od pełni do pełni – asystent Mariana
- 2011: Weekend – chemik
- 2011: Spadkobiercy – Harry, brat Harriet Ferguson
- 2012: Sklep dla samobójców – Mishima Tuvaches